# Valon Ratkoceri
Valon Ratkoceri (Lugadzija, 28 gennaio 1981) è un attore kosovaro.

## Filmografia

### Cinema
- L'odore della mela, regia di Ibrahim Kraikova (1994)
- Una giacca per papà, regia di Adem Mikolofci (1995)
- L'amor fu, regia di Emanuela Giordano (2002)
- Saimir, regia di Francesco Munzi (2004)
- Cemento armato, regia di Marco Martani (2007)

### Televisione
- R.I.S. 4 - Delitti imperfetti, regia di Pier Belloni - serie TV, episodio 4x06 (2008)
- R.I.S. Roma 2 - Delitti imperfetti, regia di Francesco Miccichè – serie TV, episodio 2x01 (2011) [1]
- L'ispettore Coliandro, regia dei Manetti Bros (2009)
- Due imbroglioni e... mezzo!, regia di Franco Amurri (2012)
- Ultimo - L'occhio del falco, regia di Michele Soavi (2013)
- Provaci ancora prof 6, regia di Enrico Oldoini e Francesca Marra (2015)
- La squadra - Episodio diretto da Donatela Maiorca
- Giorni da Leone 2, regia di Francesco Barilli